# Валерино
Валерино — железнодорожная станция (населённый пункт) в Калачинском районе Омской области России. В составе Глуховского сельского поселения.

## История
Основана в 1895 г. В 1928 г. разъезд Валерино состоял из 21 хозяйства, основное население — русские. В составе Таволжанского сельсовета Калачинского района Омского округа Сибирского края.

## Население
| 2002 | 2010 |
| ---- | ---- |
| 145  | ↘117 |